# 브두엘

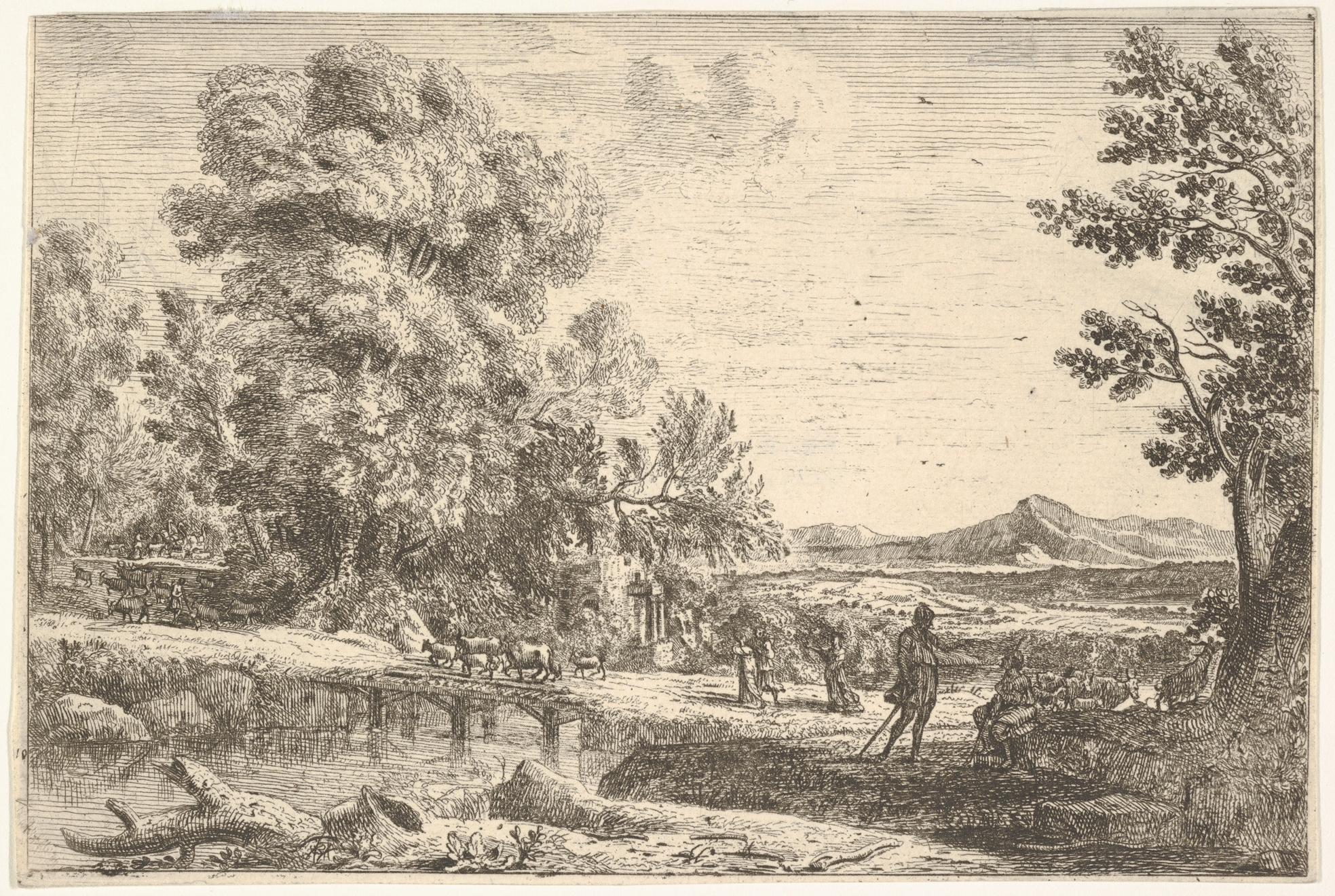

브두엘(히브리어: בְּתוּאֵל – Bəṯūʾēl)은 히브리어 성경에서 아람 사람으로 나홀과 밀가의 막내 아들이자 아브라함의 조카이자 라반과 리브가의 아버지였다.
브두엘은 사해 서쪽 시므온 지파의 영토에 있던 성읍이기도 했다. 일부 학자들은 그곳을 다윗이 아말렉 사람들과의 전투에서 전리품 중 일부를 바친 남부 유다의 베툴과 베델과 동일시한다.

## 히브리어 성경
브두엘이라는 사람은 히브리어 성경의 아홉 구절에 모두 아홉 번 등장하는데, 모두 창세기에 나온다.
시리아 사람 브두엘은 밧단아람에 살았으며 데라의 자손이었다. 브두엘의 삼촌 아브라함은 자기 아들 이삭의 아내를 찾기 위해 그의 선배를 밧단아람으로 보냈다. 그 종은 아람나하라임에 있는 나홀 성 밖 우물 곁에서 브두엘의 딸 리브가를 만났다. 그 종은 리브가의 가족에게 아브라함의 친족 브두엘의 딸을 만난 것이 행운이라고 말했다. 라반과 브두엘이 대답했다. “이 일은 여호와께서 정하신 일이다. 우리는 당신에게 나쁘거나 좋다고 말할 수 없다. 여기 리브가가 당신 앞에 있다. 그를 데리고 가서 여호와의 말씀대로 그로 당신 주인 아들의 아내가 되게 하라.”
아브라함의 종을 만난 후 리브가는 “달려가서 이 모든 일을 자기 어머니 집에 고하니”, “리브가의 형과 어머니가 이르되 소녀를 열흘 동안 우리와 함께 머물게 하라”고 하였으며, “그들이 그 누이 리브가와 그녀의 유모와 아브라함의 종과 그의 부하들. 그리고 그들은 리브가에게 축복하며 그녀에게 말했다. '오 자매여! 수천만으로 성장하길 바란다.” 따라서 일부 학자들은 창세기 24장 50절에 브두엘에 대한 언급이 기존 이야기에 늦게 추가된 것이라고 가정한다. 다른 학자들은 이 본문이 브두엘이 어떤 면에서는 무능력했음을 나타낸다고 주장한다. 다른 학자들은 어머니의 역할이 강조되는 것은 모계 가족 구조 때문이라고 생각한다. 이 성경 구절의 이야기에서 리브가의 어머니가 차지하는 중요성이 명백함에도 불구하고 그녀의 이름은 언급되지 않는다.
한 세대 후에 이삭은 야곱을 다시 밧단아람으로 보내어 가나안 족속이 아닌 브두엘의 손녀 중에서 아내를 취하게 했다.